# Samsun
Samsun es una ciudad situada al norte de Turquía, en la costa del mar Negro y cuenta con una población de 423 859 habitantes (2007). Es la capital de la provincia homónima y un puerto importante. En Samsun se encontraba la antigua colonia griega de Ámiso, fundada en el siglo VII a. C.

## Historia

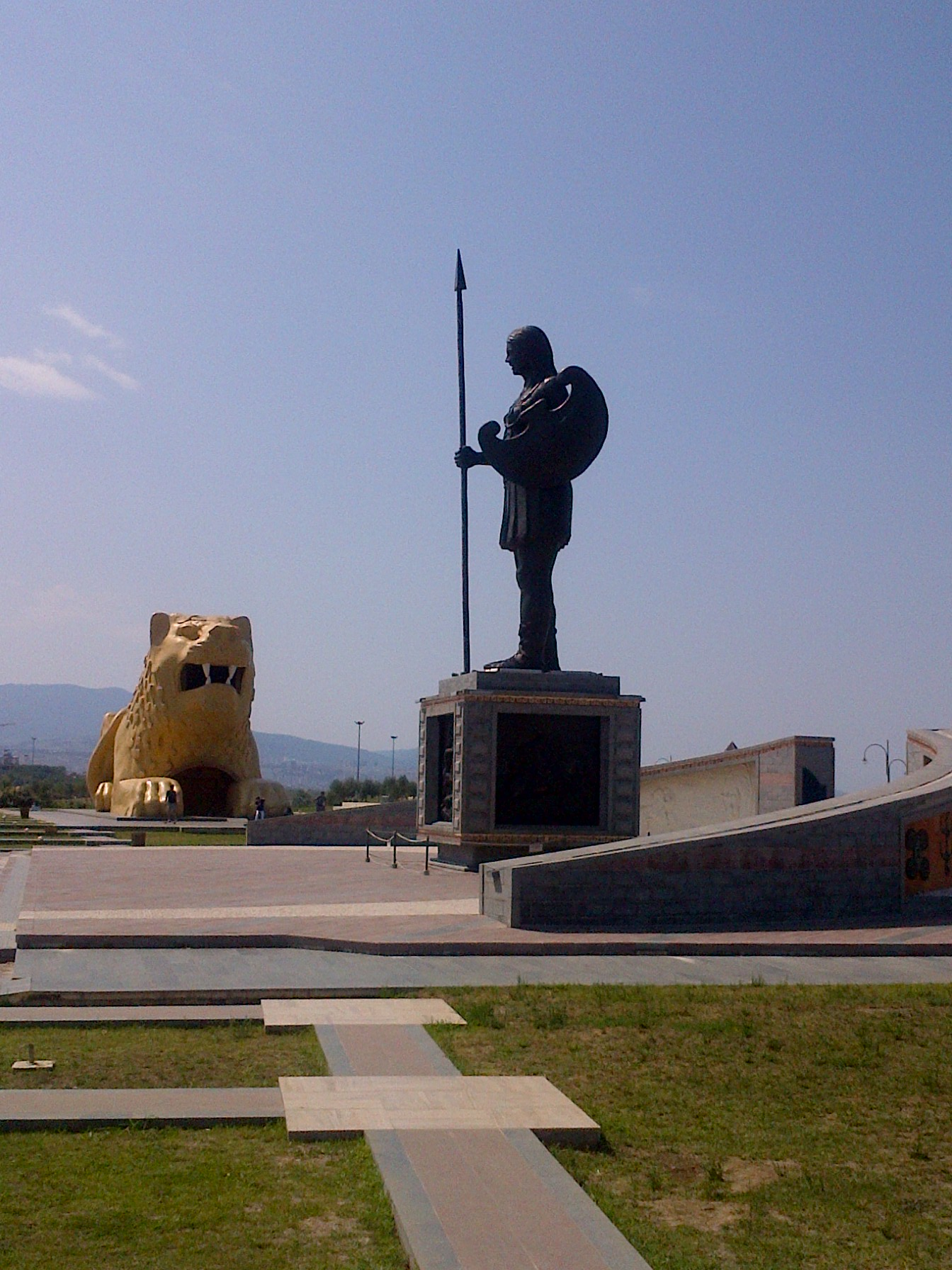
Monumento a las Amazonas en Samsun.

En la Antigüedad su nombre era Ámiso, una ciudad del Ponto, en la parte occidental de la bahía de Amiseno en la costa del mar Negro. Estrabón señala que poseía las regiones de Temiscira, donde se decía que vivían las Amazonas, y de Sidene. Teopompo dice que fue una colonia de Mileto, pero Escimno de Quíos dice que fue una colonia de Focea, fundada hacia el 564 a. C. En el relato de Teopompo recogido por Estrabón se añade que la ciudad fue agrandada por Timades, gobernador de Capadocia y que luego fue recolonizada por los atenienses dirigidos por Atenocles y pasó a llamarse Pirea.
Llegó a ser la más próspera de todas las colonias de la costa del mar Negro, tras Sinope. A principios del siglo IV a. C. estaba bajo poder de Persia. En la época de Alejandro Magno recuperó la democracia. En el siglo III a. C., pasó a los reyes del Ponto. Mitrídates VI la agrandó al construir un asentamiento llamado Eupatoria, situado en las proximidades de la ciudad.
Resistió durante bastante tiempo al ataque del ejército romano de Lucio Licinio Lúculo en el 71 a. C., durante las guerras mitridáticas, pero al final fue tomada aunque Lúculo la devolvió a sus habitantes y le concedió la libertad. Farnaces, hijo de Mitrídates, ocupó la ciudad, pero fue derrotado por Julio César en la batalla de Zela y la convirtió en ciudad libre en el 47 a. C. Marco Antonio la entregó al rey Polemón I del Ponto hacia el 36 a. C.
Fue otra vez una ciudad (se ignora si dentro o fuera del reino), bajo el rey indogriego Estratón II. Después de la batalla de Actium, en el 31 a. C., Estratón fue eliminado y volvió a ser una ciudad libre, estatus que conservó durante el Imperio romano. Trajano respetó sus leyes y pasó a llamarse Pompeyópolis, de la que se han descubierto restos arqueológicos.
Formó parte del Imperio bizantino hasta 1204, y después del convulso periodo del 1205 en que Nicea y Trebisonda se disputaron el Ponto, en el 1206 cayó bajo el dominio del Imperio de Trebisonda. En el 1277, fue ocupada por los turcomanos, bajo los cuales la ciudad se llamó Samsun.

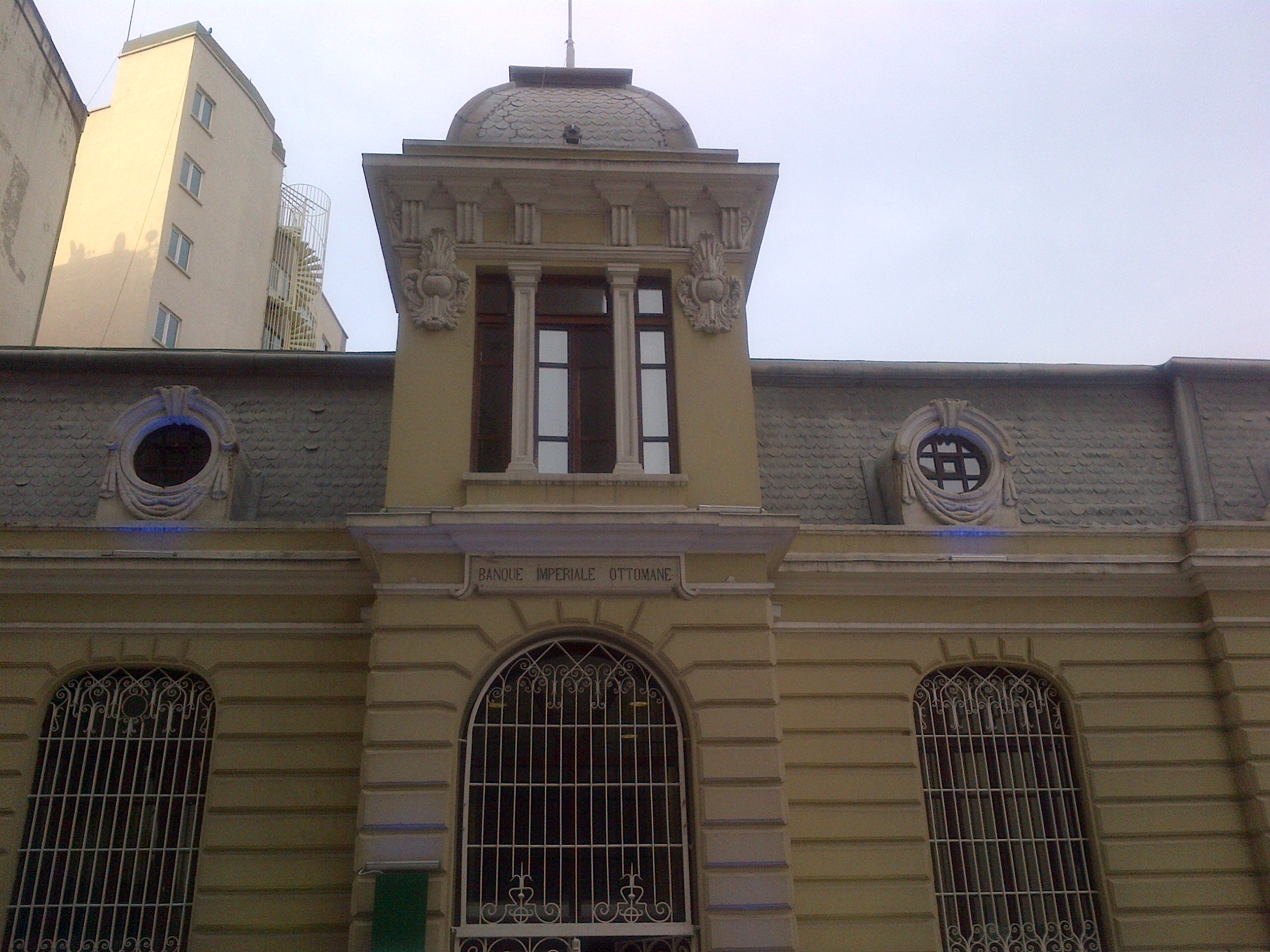
Antiguo edificio del Banco Imperial Otomano en la ciudad.

Samsun fue la ciudad donde Mustafa Kemal inició la Guerra de Independencia Turca, el 19 de mayo de 1919. El 19 de mayo es una de las festividades nacionales turcas.

## Geografía

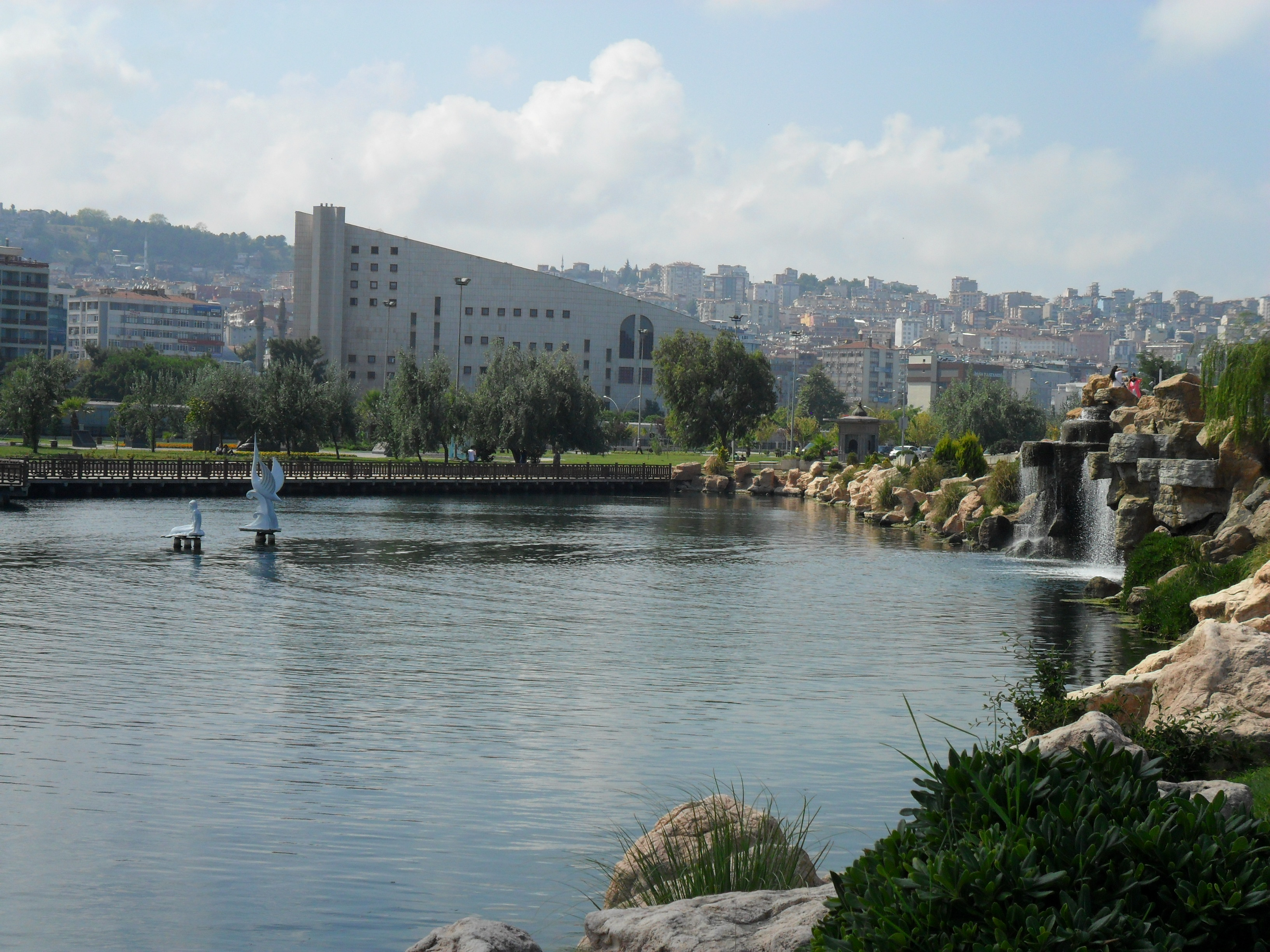
Vista de la ciudad.

Samsun está situada entre dos deltas fluviales. Está al final de una antigua ruta que partía de Capadocia. La antigua Amisos estaba en el cabo al noroeste de la actual ciudad. Al oeste de Samsun discurre el río Kızılırmak ("Río Rojo"), uno de los ríos más largos de Anatolia, con un fértil delta. Al este fluye el río Yeşilırmak ("Río Verde"), con su delta.

### Clima
| Parámetros climáticos promedio de Samsun | Parámetros climáticos promedio de Samsun | Parámetros climáticos promedio de Samsun | Parámetros climáticos promedio de Samsun | Parámetros climáticos promedio de Samsun | Parámetros climáticos promedio de Samsun | Parámetros climáticos promedio de Samsun | Parámetros climáticos promedio de Samsun | Parámetros climáticos promedio de Samsun | Parámetros climáticos promedio de Samsun | Parámetros climáticos promedio de Samsun | Parámetros climáticos promedio de Samsun | Parámetros climáticos promedio de Samsun | Parámetros climáticos promedio de Samsun |
| Mes                                      | Ene.                                     | Feb.                                     | Mar.                                     | Abr.                                     | May.                                     | Jun.                                     | Jul.                                     | Ago.                                     | Sep.                                     | Oct.                                     | Nov.                                     | Dic.                                     | Anual                                    |
| ---------------------------------------- | ---------------------------------------- | ---------------------------------------- | ---------------------------------------- | ---------------------------------------- | ---------------------------------------- | ---------------------------------------- | ---------------------------------------- | ---------------------------------------- | ---------------------------------------- | ---------------------------------------- | ---------------------------------------- | ---------------------------------------- | ---------------------------------------- |
| Temp. máx. abs. (°C)                     | 24.2                                     | 26.4                                     | 34.5                                     | 37                                       | 36.4                                     | 37.4                                     | 37.5                                     | 35.2                                     | 38.3                                     | 38.4                                     | 31                                       | 28.9                                     | 38.4                                     |
| Temp. máx. media (°C)                    | 10.9                                     | 11.1                                     | 12                                       | 15.3                                     | 19                                       | 23.7                                     | 26.5                                     | 27                                       | 23.9                                     | 20.1                                     | 16.7                                     | 13.2                                     | 18.3                                     |
| Temp. media (°C)                         | 7.1                                      | 7                                        | 7.9                                      | 11.4                                     | 15.6                                     | 20.3                                     | 23.3                                     | 23.5                                     | 20                                       | 16                                       | 12.3                                     | 9.4                                      | 14.5                                     |
| Temp. mín. media (°C)                    | 4.2                                      | 3.9                                      | 4.7                                      | 8                                        | 12.1                                     | 16.2                                     | 19.2                                     | 19.6                                     | 16.5                                     | 12.8                                     | 9.2                                      | 6.4                                      | 11.1                                     |
| Temp. mín. abs. (°C)                     | -8.1                                     | -7.4                                     | -7                                       | -2.4                                     | 2.7                                      | 9                                        | 13.4                                     | 14                                       | 7                                        | 1.5                                      | -2.8                                     | -4                                       | -8.1                                     |
| Precipitación total (mm)                 | 74                                       | 66                                       | 69                                       | 58                                       | 46                                       | 38                                       | 38                                       | 33                                       | 61                                       | 81                                       | 89                                       | 86                                       | 739                                      |
| Días de lluvias (≥ 0.1 mm)               | 10                                       | 10                                       | 11                                       | 9                                        | 8                                        | 6                                        | 4                                        | 4                                        | 6                                        | 7                                        | 8                                        | 9                                        | 92                                       |
| Horas de sol                             | 93                                       | 84                                       | 124                                      | 150                                      | 217                                      | 270                                      | 310                                      | 279                                      | 210                                      | 155                                      | 120                                      | 93                                       | 2105                                     |
| Humedad relativa (%)                     | 68                                       | 72                                       | 77                                       | 80                                       | 82                                       | 78                                       | 74                                       | 74                                       | 75                                       | 72                                       | 71                                       | 69                                       | 74.3                                     |
| Fuente: www.mgm.gov.tr                   |                                          |                                          |                                          |                                          |                                          |                                          |                                          |                                          |                                          |                                          |                                          |                                          |                                          |

## Ciudades hermanadas
- Novorossiysk (Rusia)